# خوب، بد و هاکلبری هوند
خوب، بد و هاکلبری هاوند (به انگلیسی: The Good, the Bad, and Huckleberry Hound) یک انیمیشن وسترن، محصول سال ۱۹۸۸، که توسط شرکت هانا باربارا ساخته شده‌است.